# Jesper Larsson (författare)
Jesper Larsson, född 1970 i Kungsör, är en svensk skönlitterär författare.
Larsson debuterade 2003 med novellsamlingen snö, tårar. 2007 kom romanen Hundarna.
Jesper Larsson tilldelades 2022 Sveriges Radios romanpris för Den dagen den sorgen. År 2023 erhöll han Samfunder De Nios julpris.